# Осман Хамди бег
Осман Хамди бег (Константинопољ, 30. децембар 1842 — Константинопољ, 24. фебруар 1910) је био османски администратор, интелектуалац, стручњак за уметност као и истакнути сликар. Био је први модерни археолог Отоманског царства и сматра се оснивачем и археологије и занимања кустоса музеја у Турској. Био је оснивач Археолошког музеја у Истанбулу и Истанбулске академије лепих уметности, данас познате као Универзитет лепих уметности Мимар Синан. Био је и први градоначелник Кадикоја.

## Младост
Осман Хамди је био син Ибрахим Едхем-паше, османског великог везира (на функцији 1877–1878, после Мидхат-паше), који је пореклом био грчки дечак са османског острва Сакиз (Хиос) и који је остао сироче веома рано након масакра на Хиосу. Усвојио га је капудан паша (велики адмирал) Хусрев-паша и на крају се уздигао у редове владајуће класе Османског царства.
Осман Хамди је ишао у основну школу у популарној истанбулској четврти Бешикташ; након чега је студирао право, прво у Истанбулу (1856), а затим у Паризу (1860). Међутим, одлучио је да се уместо тога бави сликарством, напустио је програм права и обучавао се код француских оријенталистичких сликара Жан-Леона Жерома и Гистава Буланжеа. Током свог деветогодишњег боравка у Паризу, тадашњој међународној престоници ликовне уметности, показао је велико интересовање за уметничка дешавања тог времена.
Његов боравак у Паризу обележила је и прва посета отоманског султана Западној Европи, када је султана Абдул Азиза позвао на Светску изложбу (1867) цар Наполеон III. У Паризу је упознао и многе Младо-османлије, и иако је био изложен њиховим либералним идејама, није учествовао у њиховим политичким активностима, будући да је био син османског паше који је био лојалан султану и није се противио старом апсолутистичком систему. Осман Хамди је своју прву супругу Мари, Францускињу, упознао у Паризу када је био студент. Након што је примила благослов његовог оца, отпратила га је у Истанбул (Цариград) када се вратио 1869. године, где су се њих двоје венчали и добили две ћерке.
Када се вратио у Турску, послат је у османску провинцију Багдад као део административног тима Мидхат-паше (водеће политичке личности и реформатора међу Младим Османлијама који су донели Први османски устав 1876. Мидхат-паша је служио као велики везир 1876–1877, пре него што га је заменио Ибрахим Едхем-паша, Осман Хамди бегов отац.) Године 1871. Осман Хамди се вратио у Истанбул, као заменик директора Протоколне канцеларије палате. Током 1870-их радио је на неколико задатака у вишим ешалонима османске бирократије. Постављен је за првог градоначелника Кадикеја 1875. и на том месту је остао годину дана.

## Каријера
Осман Хамди је изложио три слике на Светској изложби у Паризу 1867. године. Изгледа да ниједна није преживела, али су се звале Покој Цигана, Црноморски војник који чека и Смрт војника. Важан корак у његовој каријери било је његово именовање за директора Царског музеја  1881. Користио је своју позицију директора музеја да развије музеј и преправи законе о антиквитетима, као и да креира археолошке експедиције које је спонзорисала држава. Осман Хамди се фокусирао на изградњу односа са међународним институцијама, посебно са Универзитетом у Пенсилванији, од кога је добио почасну диплому 1894. Године 1902. насликао је ископавање Нипура као поклон Музеју Универзитета у Пенсилванији.
Године 1882. основао је и постао директор Академије лепих уметности, која је Османлијама пружала обуку из естетике и уметничких техника без напуштања царства. Године 1884. надгледао је објављивање Уредбе о забрани кријумчарења историјских артефаката у иностранство, што је био огроман корак у стварању правног оквира за очување антиквитета. Представници или посредници европских сила из 19. века рутински су кријумчарили артефакте са историјском вредношћу из Отоманског царства (које је тада обухватало и древне грчке и месопотамијске цивилизације, између осталих), често прибегавајући мутно добијеним дозволама или митом, да би обогати музеје у европским престоницама.
Спровео је прва научно заснована археолошка истраживања турске екипе. Његова ископавања укључивала су различите локације као што је гробница у Комагени у Немрут Даги у југоисточној Анадолији (врхунско туристичко место у Турској и данас на Унесковој листи светске баштине, у провинцији Адијаман), светилиште Хеката у Лагини на југозападу Анатолије (много мање посећено, и у оквиру Мугла вилајета данас), и Сидон у Либану. Саркофази које је открио у Сидону (укључујући и онај познат као Александров саркофаг, иако се сматра да овај саркофаг садржи остатке Абдалонимуса, краља Сидона, или Мазеја, персијског племића који је такође био гувернер Вавилона) сматрају се светским драгуљима археолошких налаза. Да би их сместио, 1881. је почео да гради оно што је данас Истанбулски археолошки музеј. Музеј је званично отворен 1891. године под његовом управом.
Током своје професионалне каријере директора музеја и академије, Осман Хамди је наставио да слика у стилу својих учитеља, Жерома и Буланжеа. Ипак, често је приказивао себе и чланове своје породице на овим сликама.
- Девојка чита Кур'ан (1880)
- Аутопортрет, Музеј Осман Хамди Бега, Гебзе
- Осман Хамди бег врши ископавање на археолошком налазишту на планини Немрут
- Осман Хамди бег са ћерком Назли. Музеј Осман Хамди Бега.

## Тренер корњача
Хамдијева слика из 1906, Тренер корњача, држала је рекорд до 2019. године за највреднију турску слику, након што је продата за 5 милиона турских лира (око 3,5 долара милиона) у децембру 2004. На аукцији Artam Antik A.Ç. 2004. године у Истанбулу, Музеј Пера и Турски модерни музеј борили су се да набаве слику, а на крају ју је откупио Музеј Пера. Слика приказује Хамдијев лик обучен у старинску одећу, који тренира корњаче у џамији. Овај избор теме доводи многе до тога да ову слику виде као коментар сукобљеног националног идентитета Турске. Слика изражава саркастичну инсинуацију о сликаревом сопственом погледу на његов стил рада у поређењу са радом његових сарадника и шегрта, а такође је и референца на историјску чињеницу да су корњаче коришћене у илуминативне и декоративне сврхе, постављањем свећа на шкољке, у вечерњим изласцима током  периода лала почетком 18. века. Слику је набавила Фондација Суна и Инан Кирач и тренутно је изложена у Музеју Пера у Истанбулу, који је основала ова фондација. Његова Девојка чита Кур'ан (1880) оборила је рекорд остваривши 7,8 долара милиона на Бонхамс аукцији у септембру 2019.
Савремени истраживачи су идентификовали приказане животиње као Testudo graeca ibera. Репродукција слике појавила се на насловној страни часописа Bibliotheca Herpetologica у којем је објављен рад о идентификацији.
Историчар Едхем Елдем идентификовао је извор слике као гравуру корејског циркуског забављача штампану у Le Tour du Monde (1869), популарном француском часопису за путовања. Научници још увек оспоравају значење или било који симболички значај корњача.

## Рад
Осман Хамди је био плодан сликар и писац, чији се рад бавио темама археологије, путовања и народних обичаја на Блиском истоку.
Хамди је студирао сликарство у Паризу код Гистава Буланжеа и Жан-Леона Жерома, двојице истакнутих уметника француске оријенталистичке школе. Упркос томе, Хамдијеве слике представљају османске субјекте другачије од дела његових савременика, посебно дајући им активније и интелектуалне улоге. Хамдијев статус отоманског интелектуалца доводи до тога да многи виде његову употребу оријенталистичких мотива као субверзивну и критичку према европском оријентализму. Током његовог живота, његова уметничка дела су чешће излагана у Европи него у Турској.
Од 1880. године излаже у Паризу, Бечу, Берлину, Минхену и Лондону, а покреће Салон у Цариграду. Његови радови сведоче о стрпљивој и савесној методи и могу се сматрати документима историје уметности. Био је први који се усудио да раскине са турском сликарском традицијом.
Међу његовим делима су Пророкова гробница у Бруси, Чудотворни извори (Париз 1904), Читање Курана 1890, Богослов (Патримонија Аустријског двора).
Ове слике се налазе у приватним колекцијама и музејима у Бечу, Паризу, Ливерпулу, Њујорку, Берлину и Цариграду (у палати Долмабагче, у дому престолонаследника Абдулмеџида).
Његова слика Читање курана била је изложена на „XI Biennale internationale des antiquaires” у Паризу 1982. године и на „Fine art of the Netherlands” у Валдорф-Асторији у Њујорку у новембру 1982. године.

### Слике у музејима
Берлин - „Персијски трговац“, Цариград - „Девојка која чита“ и Ливерпул - „Млади емир учи“.

### Галерија
- Тренер корњача (1906)
- Писар (1910)
- Човек који чита Куран (1910)
- Леди Наила (1910)
- Трговац оружјем (1908)
- Михраб (1901)
- Две младе девојке у посети Турбеу (1890)
- Жене на путовању (1887)
- Жене испред џамије (1882)
- Из харема (1880)
- Цариградска дама (1881)
- Девојка која бере јоргован (1881)
- (1879)
- Читање Курана (1890)

### Слике у музеју Пера, Истанбул
- Објекти Чобан Мустафа-паше у Гебзеу (1880-е)
- Кокеноглу Риза Ефенди (1871)
- Девојка са ружичастом капом (јун 1904)
- Две девојке музичарке (1880)

### Слике у музејима ван Турске
- Трговац персијским ћилимима на улици (1888), Alte Nationalgalerie, Берлин
- Човек испред дечјих гробница у турбеу (1903), Музеј Орсе, Париз

## Породица
- Његова ћерка Назли Хамди (1893–1958)[17] удала се 1912. за османског дипломату Есат Џемил Бега; пар је имао једну ћерку, Џенан Хамди Сарч, која је живела 99 година и умрла 2012.[18] Џенан Хамди се удала за Омера Џелал Сарча, који је био ректор Истанбулског универзитета 1932. године. Имала је једног сина, Фарука Сарча, који је рођен 1933. године. Године 1932. Назли Хамди се удала за француског инжењера Одоена Фуаше д'Алоја (1889–1948).[19]
- Био је брат Халила Едхема Елдема, који је након његове смрти постао директор истанбулског археолошког музеја и десет година је био посланик у Великој народној скупштини Турске под новооснованом Турском Републиком.
- Био је брат Исмаила Галиба Бега, који се сматра оснивачем нумизматике као научне дисциплине у Турској.
- Био је дедаујак Седада Хаки Елдема, познатог турског архитекте.
- Био је дедаујак Џемала Решита Реја, једног од пет пионира класичне музике у Турској (названих турска петорка).

## Документарни филм
- Осман Хамди-бег: „Осман Хамди-бег: Тренер корњача“ је документарни филм из 2012. о животу и делима Османа Хамди бега.[20]